# Iman Mobali
Iman Mobali (persan : ایمان مبعلی) (né le 3 novembre 1982 à Izeh en Iran) est un footballeur international iranien, qui évolue au poste de milieu de terrain.

## Biographie

### Carrière en sélection
Avec l'équipe d'Iran, il joue 57 matchs (pour 2 buts inscrits) entre 2001 et 2011. 
Il figure dans le groupe des sélectionnés lors des coupes d'Asie des nations de 2004, de 2007 et de 2011. Il se classe troisième de cette compétition en 2004.
Il joue enfin 6 matchs comptant pour les éliminatoires des coupes du monde 2006 et 2010, et dispute la Coupe du monde des moins de 20 ans 2001 organisée en Argentine.

## Palmarès
| Foolad Ahvaz - Championnat d'Iran (1) : - Champion : 2004-05. |  | Al Shabab Dubaï - Championnat des Émirats arabes unis (1) : - Champion : 2007-08. |  | Esteghlal - Championnat d'Iran : - Vice-champion : 2010-11. |